# Archosaurus
Archosaurus er en uddød slægt af kødædende reptiler. Kun arten Archosaurus rossicus er beskrevet.
Da slægten blev beskrevet i 1960, blev den regnet for at være den ældst kendte archosaur fra tidlig trias, men archosaurer bliver nu betragtet som en mindre gruppe, der ikke længere omfatter denne slægt.